# علاقات النرويج الخارجية
علاقات النرويج الخارجية، تدور في إطار عضوية النرويج في الناتو وعضوياتها في الأمم المتحدة، والنرويج عضو في الاتحاد الأوروبي. تضم وزارة الخارجية النرويجية وزارة الشئون الخارجية ووزير التنمية الدولية.

## السياسة الخارجية

### نزاعات دولية
تدعي النرويج ملكيتها لأراضي في أنتاركتيكا (أرض كوين مود، جزيرة بيتر الأول) ويعترف بهذا الادعاء أستراليا، فرنسا، نيوزيلندا، والمملكة المتحدة.

### اتفاقيات أوسلو

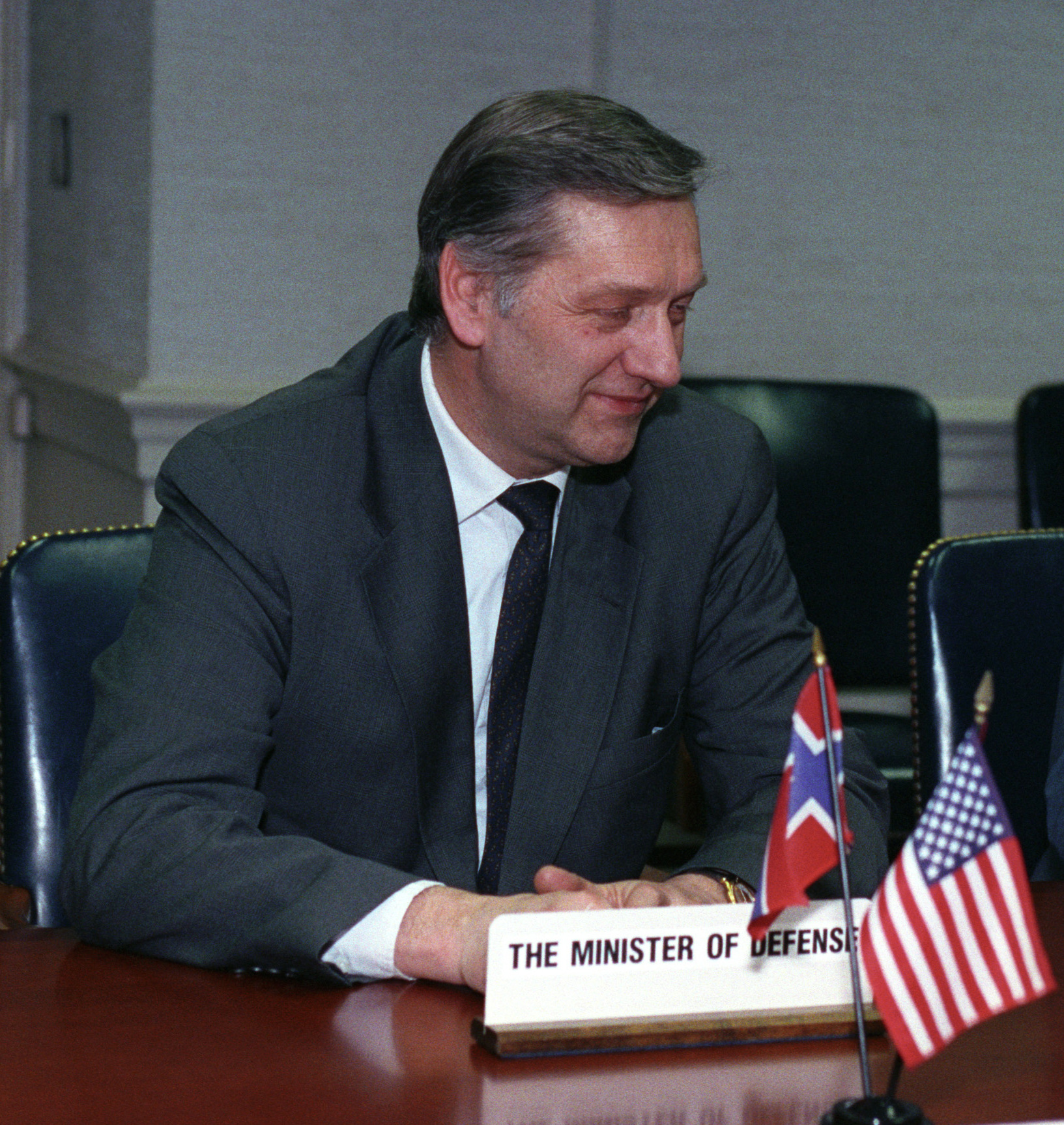

استضافت مدينة أوسلو النرويجية المحادثات السرية التي أدت إلى توقيع اتفاقيات أوسلو في 13 سبتمبر 1991. وفي 2012، نشرت الباحثة النرويجية هيلده هنريكسن Hilde Waage تقرير يوضح دور النرويج في عملية السلام بالشرق الأوسط، أعدته بالتعاون مع معهد السلام الدولي في أوسلو، وفي هذا التقرير شككت في نزاهة الوساطة النرويجية التي أثمرت ما يعرف باتفاقية أوسلو. فقد أكدت هيلدا أن النرويج لعبت دور السمسار في عملية السلام بالشرق الأوسط لصالح إسرائيل، موضحة أن بلادها لم تكن حيادية ولم تراع الجانب الضعيف المتمثل في منظمة التحرير الفلسطينية.
وذكرت أن الجانب الإسرائيلي الذي كان يرأسه أوري ساڤير استخدم وزير الخارجية النرويجي الراحل يوهان هولستإلى جانب تري رود-لارسن ممثل الأمين العام للأمم المتحدة للسلام بالشرق الأوسط وزوجته منى يول سفيرة النرويج في إسرائيل، للضغط على المفاوضين الفلسطينيين الذين كان يقودهم رئيس الوزراء الفلسطيني الحالي أحمد قريع وذلك لكسب ما يمكن من نقاط ضعف، واستثمار خسارة الفلسطينيين للدعم الدولي بسبب دعم منظمة التحرير الفلسطينية بزعامة عرفات للرئيس العراقي المخلوع صدام حسين.
وأشارت هيلدا في تقريرها، إلى أن الجانب النرويجي كان يزود الإسرائيليين بتقارير مباشرة وسريعة عن كل الخطوات التي يقومون بها مع الفلسطينيين، وكانوا يزاولون ضغوطاً كبيرة على الجانب الفلسطيني. ونجح فريق العمل النرويجي بشكل كبير في تغيير آراء الرئيس الفلسطيني السابق ياسر عرفات في مسائل عدة، وأن ذلك الفريق كان يقدم الأفكار ويطرحها على الإسرائيليين ويرفع التقارير لهم أولا بأول.
وأكدت أن إسرائيل استغلت النرويج التي كانت تعلم بأن تل أبيب تستغلها، وأوضحت أن الفريق النرويجي برئاسة هوست لم يكن يمارس أي ضغط على الإسرائيليين، بل اقتصرت مبادرتهم على تليين آراء منظمة التحرير الفلسطينية وخاصة عرفات. وأضافت أن هوست كان متعاونا جدا مع الإسرائيليين، حيث قدم لهم معروفاً عبر نجاحه في التأثير على الجانب الفلسطيني.
وذكر التقرير -الذي كان من المفترض أن يصدر في نهاية 2011 لولا منع الخارجية النرويجية نشره حتى أفرجت عنه في سبتمبر 2012، أن الاتفاقية كانت تنسجم بشكل كبير مع طموح الجانب الإسرائيلي، وأنه ما كان ذلك التوقيع ليتم لولا الرضا الكامل ببنود الاتفاقية.
وكان تيري رود لارسن ومونا يول هما من أبرز أعضاء الفريق النرويجي في محادثات أوسلو عام 1993، وقد حصلا على جائزة بمائة ألف دولار من معهد بيريز للسلام عام 1996 نظراً لجهودهما في عملية السلام تلك، وهو ما اعتبره المراقبون ثمناً لدورهما في تمرير الاتفاقية على الفلسطينيين. وقد علم النرويجيون بأمر الجائزة في 2011 فقط، وصدر توبيخ من قبل بعض السياسيين للسفيرة النرويجية وزوجها المقيمين في تل أبيب منذ سنوات عدة.
ونفت الخارجية النرويجية هذه الاتهامات، ووصفت التقرير بأنه يتضمن مغالطات كثيرة.
وكانت هيلدا هنركسين، قد اكتشفت أثناء اعدادها تقريرها اختفاء مجموعة من الوثائق المتعلقة بمحادثات أوسلو في الفترة من يناير 1993 وأغسطس 1993، وترى هنركسين أن الوثائق لم تسرق من أرشيف الخارجية، بل إنها لم تؤرشف أصلا ولم تسلم للخارجية، وأنها ربما تكون قد سلمت لوزير الخارجية الإسرائيلي آنذاك شيمون بيريز بعد اتفاقية عقدت مع الخارجية النرويجية.

## علاقات ثنائية

### بلغاريا
- بدأت العلاقات بين البلدين في 1906-08-20
- منذ أبريل 1918، لبلغاريا سفارة في أوسلو.[3]
- للنرويج سفارة في صوفيا وقنصلية في فارنا.[4]
- يتمتع البلدان بعضوية كاملة في مجلس أوروپا، ومجلس الأمن والتعاون في أوروپا، والناتو.

### كندا
- لكندا سفارة في أوسلو وقنصلية في برگن.[5]
- للنرويج سفارة في أوتوا، وقنصلية عامة في مونتريال، تورنتو وڤانكوڤر.[6]
- يتمتع البلدان بعضوية في مجلس أركتيكا، منظمة الأمن والتعاون في أوروپا، والناتو ومنظمة التعاون والتنمية الاقتصادية.
- وزارة الشئون الخارجية الكندية: العلاقات مع النرويج نسخة محفوظة 25 يناير 2009 على موقع واي باك مشين.

### السودان
كان للنرويج دوراً بارزاً في مباحثات السلام بين حكومة السودان والحركة الشعبية لتحرير السودان في كنيا (2002-2005)، وفي مفاوضات دارفور بأبوجا، نيجريا (2004-2006). وشاركت النرويج في محادثات السلام في شرق السودان، التي عُقدت تحت رعاية الحكومة الإرترية في أسمرة. أدت هذه المفاوضات إلى توقيع اتفاقية السلام في أكتوبر 2006.
وكانت النرويج جزءاً من مجموعة دعم الهيئة الدولية للتنمية (إيگاد) عام 1994، من أجل دعم جهود إيگاد للعثور على تسوية سياسية للحرب الأهلية بالسودان. فيما بعد، تحولت هذه المجموعة إلى منتدى الدول ال20 شركاء إيگاد، وشاركت النرويج في لجنة السودان. شاركت السودان أيضاً في مفاوضات نايڤاشا التي أسفرت عن توقيع اتفاقية السلام الشامل في يناير 2005، بين حكومة السودان والحركة الشعبية لتحرير السودان، وكان السفير الحالي للنرويج في السودان ينز-بتر كيمبرود رئيس الوفد النريجي في نايڤاشا.
في إطار الجهود الإنسانية التي تبذلها من وقت طويل، عملت النرويج مع طرفي النزاع، وقدمت دعم إنساني إلى المناطق المتأثرة بالحرب في الجنوب لتصبح النرويج على اتصال وثيق مع الجماعات المتمردة في الجنوب، الحركة الشعبية لتحرير السودان. برزت أهمية تلك العلاقة في الجولة الأخيرة من محادثات السلام عندما ظهرت حاجة أطراف النزاع إلى طرف ثالث موثوق به، يمكنه نقل الرسائل والتعبير عن وجهات النظر. ومن ثم، أثبت الاتصال الوثيق للنرويج بأحد طرفي النزاع قيمته مع مرور الوقت.
في أبريل 2005، استضافت النرويج المؤتمر الدولي للمانحين من أجل السودان، حيث تعهد المانحون بتقديمات المساعدات لعملية إعادة الإعمار التي ستبدأ فور توقيع معاهدة السلام الشامل. تعهدت الحكومة النرويجية بتقديم مبلغ 1.65 بليون، في الفترة ما بين 2005 و2007.
ولا تزال النرويج متلزمة بمساعدة حكومة السودان في جهودهات المبذولة لإعادة بناء الدولة وبناء القدرات، وفي مساعيها لتحسين الأوضاع الاجتماعية-الاقتصادية والسياسية في السودان. والتطبيق الكامل لمعاهدة السلام الشامل أمر حيوي لتحقيق التقدم في هذه المجالات. النرويج عضو في لجنة التقدير والتقييمAssessment and Evaluation Commission (AEC)، المؤسسة الرئيسية المشرفة على تطبيق معاهدة السلام، وعقدت مؤتمر اقتصادي من أجل السودان، لتحقيق مستقبل اقتصادي مستدام في السودان.

### دول حوض النيل
كانت النرويج من أكثر الدول الممولة لمشروعات السدود بدول حوض النيل، وهناك العديد من بروتوكلات التعاون مع دول منابع النيل في مجالات المياه وتدريب الكوادر الفنية، كما أنها شاركت في تمويل سد تيكيزي في إثيوپيا، وهناك جدل حول مشاركتها في تمويل جزء من سد النهضة الإثيوپي. وأرسلت مصر في يناير 2012 ملاحظاتها على الآثار السلبية لهذه السدود لسكرتارية مبادرة حوض النيل وللمكتب الفني لحوض شرقي النيل وإلى البنك الدولي والسوق الأوروبية والاستشاري الكندي لمبادرة حوض النيل، والي المكتب الاستشاري النرويجي الذي يقوم بدراسات الجدوي والدراسات التصميمية للسدود.
صرح المستشار القانوني لوزارة الري والموارد المائية وعضو وفد السودان لمفاوضات حوض النيل، بمعلومات عن مساع تقودها منظمة الرؤية الإستراتيجية النرويجية بدعم مباشر من الحكومة السويسرية لاختطاف المبادرة التي طرحها السودان لحل الخلافات بين دول حوض النيل. وأوضح أن المؤامرة بدأت فصولها حين طرح السودان مبادرة التوفيق وطالب بعقد اجتماع لوزراء حوض النيل في يناير 2011، إلا أن مصر طلبت تأجيله للظروف السياسية التي تمر بها، الأمر الذي دفع بقية الدول للتأجيل، ليحدد بعدها اجتماع في فبراير الماضي وتطلب ذات الدول التأجيل لتبدأ بعدها التدابير والإعداد لاختطاف مبادرة السودان. ونوه إلى أن المنظمة النرويجية نظمت ورشة عمل بجنيف بدعم كامل من الحكومة السويسرية شاركت فيها كل دول الحوض بأكثر من 6 أشخاص يمثلون وفود التفاوض وبعض المستشارين القانونيين، فيما حددت المنظمة مشاركة السودان بمهندس واحد من وزارة الري عديم الصلة بالملف، وقاطع السودان الورشة لترد بعدها المنظمة بأنها تأسف لعدم مشاركة الشخص الذي حددته وأنهم لن يقبلوا أي شخص آخر نيابة عنه ولكنهم لا يمانعون في حضور وزير الري السوداني.
واكتشف السودان فيما بعد مشاركة مدير كرسي اليونسكو بالسودان عبد الله عبد السلام بصفته الشخصية بجانب دبلوماسي من بعثة السودان بجنيف على الرغم من أن قرار وزارة الموارد المائية السودانية برفض المشاركة اتخذ في اجتماع حضره ممثلان لوزارة الخارجية السودانية في إشارة لعدم التنسيق بين الوزارة وبعثاتها في الخارج. وأشار إلى غياب السودان عن تلك الورشة وعدم تضمين وجهة نظره في النزاع الدائر حول الاتفاق الإطاري بين دول الحوض على الرغم من أنه صاحب المبادرة بتجسير الهوة عبر اجتماع فوق العادة اتفقت عليه جميع دول حوض النيل.
والنرويج إحدى الجهات المانحة لمشروع الرؤية المشتركة لمبادرة حوض النيل.
قامت حكومة النرويج بمنح اوغندا تكاليف قيام شركة نورپاك النرويجية، بدراسة فكرة وجدوى إنشاء سد كاروما على النيل الأبيض.

#### برنامج أبحاث حوض النيل
برنامج أبحاث حوض النيل، هو برنامج بحثي وتعليمي إستراتيجي ومتعدد المجالات في موضوعات متعلقة بحوض النيل ويشكل إطاراً عاماً ومحفزاً لكل الأنشطة والمبادرات التي تعكس أولويات البحث في المنطقة. كما يعتبر البرنامج عنصراً أساسيًا في مبادرة حوض النيل وهو يركز على الموارد المتنازع عليها والتغيرات المناخية والجوانب الاقتصادية والاجتماعية.
كعامل محفز للمبادرات البحثية الجديدة، يدعم البرنامج التعاون عبر الحدود ويسعى لتحفيز الثقة الأكاديمية من خلال بناء الكفاءات.
وهو برنامج بحثي زائر وأحدث العناصر البحثية في مبادرة حوض النيل. يعتمد البرنامج على كبار الباحثين من دول حوض النيل. للبرنامج أمانة في جامعة برگن. وهو رسمياً يدعم حكومات الإقليم وتموله الحكومة النرويجية.

### الصين
- للصين سفارة في أوسلو.

### پاكستان
- يتمتع البلدان بروابط قوية، تعود إلى الثمانينيات، وتعتبر الجالية الپاكستانية من أكبر الجاليات الأجنبية في النرويج.
- للنرويج سفارة في إسلام أباد وقنصلية في لاهور ولپاكستان سفارة في أوسلو.

### السلطة الفلسطينية
- لفلسطين «وفد عام» في أوسلو. في ديسمبر 2010 أثناء زيارة رئيس الوزراء الفلسطيني سلام فياض للنرويج أعلن عن رفع مستوى التمثيل الدبلوماسي للسلطة الفلسطينية إلى بعثة دبلوماسية. بدأت ذلك في أوائل 2011. ويحمل السفير الفلسطيني لقب «رئيس البعثة الفلسطينية». كانت النرويج رابع بلد أوروبي يحذو نفس النهج، في أعقاب إسبانيا، فرنسا والبرتغال. ورغم ذلك، فلا تعني هذه الخطوة اعتراف النرويج الرسمي بدولة فلسطين.[1]

في نوفمبر 2018، شاركت النرويج وفداً ضم الأمم المتحدة، السويد ومصر" للتوسط بين إسرائيل والفصائل الفلسطينية في غزة لوقف المواجهات العنيفة في قطاع غزة إثر إحباط حماس عملية سرية من وحدة خاصة تابعة للجيش الإسرائيلي في خان يونس. حماس تستخدم للمرة الأولى صاروخ كورنيت وصاروخ يطال بلدة المجدل، وتهدد باستخدام صواريخ تطال أماكن تواجد مليون إسرائيلي. وأبدت النرويج، على لسان وزيرة خارجيتها إينه ماري إريكسون، قلقها من تصاعد العنف في وحول غزة. وأنها تعمل مع الأمم المتحدة ومصر لاستعادة الهدوء. كما أعلنت أن الكم الكبير من إطلاق الصواريخ من غزة هو غير مقبول ويجب أن يتوقف [دون أن تذكر العملية الإسرائيلية التي بدأت المواجهة]. وأن ضبط النفس يجب أن يتحلى به الجميع وأن المدنيين يجب أن يُحموا.

### رومانيا
- بدأت العلاقات بين البلدين في 1917-04-03
- للنرويج سفارة في بوخارست وقنصلية في كونستانتا.[13]
- لرومانيا سفارة في أوسلو وأربع قنصليات في برگن، كريستينساند، ستاڤنگر وتروندهايم.[14]
- يتمتع البلدان بعضوية كاملة في الناتو ومجلس أوروپا.

### روسيا
- بدأت العلاقات بين البلدين في 1905-10-30[15]
- لروسيا سفارة في أوسلو وقنصيليات في بارتنتسبورگ وكيركنز.[16]
- للنرويج سفارة في موسكو، وقنصليات في مورمانسك وسانت پطرسبورگ.[17]

### صربيا
- للنرويج سفارة في بلگراد، تحت رئاسة السفير هاكون بلنكنبورگ.[18]
- لصربيا سفارة في أوسلو.[19]
- يتمتع البلدان بعضوية كاملة في مجلس أوروپا ومنظمة الأمن والتعاون في أوروپا.
- دعمت النرويج تفجير الناتو في جمهورية يوغسلافيا 1999، وفيما بعد شاركت في قوة كوسوڤو.

### السويد
بدأت العلاقات الدبلوماسية بين السويد والنرويج عام 1905، بعد حل الاتحاد بين النرويج والسويد عام 1905. للسويد سفارة في أوسلو، وللنرويج سفارة في ستوكهولم وثلاث قنصليات أخرى في كوتنبورگو، مالمو وساندسڤال.

### سوريا
في مارس 2012 أعلنت الخارجية النرويجية عن غلق السفارة النرويجية في دمشق مؤقتاً، بسبب الوضع الأمني المتردي في البلاد، بالرغم من ذلك فقد أكد وزير الخارجية النرويجي أن اغلاق السفارة إشارة سياسية. أبقي دبلوماسي واحد فقط في سفارة النرويج بدمشق. انحازت النرويج لنقد الدول الغربية لحكومة الأسد والاتهامات التي وجهت له من قبل منظمات حقوق الإنسان حول العنف الذي تتعامل به قوات الشرطة والجيش مع المتظاهرين أثناء الثورة السورية 2011-2012.

### أوكرانيا
- بدأت العلاقات بين البلدين عام 1992
- اعترفت النرويج عام 1991 باستقلال أوكرانيا
- للنرويج سفارة في كيڤ.[22]
- لأوكرانيا سفارة وقنصلية في أوسلو.[23]
- كلا البلدين يتمتعان بعضوية كاملة في مجلس الأوروپي.
- وزارة الشئون الخارجية النرويجية: معلومات عن العلاقات مع أوكرانيا

### الولايات المتحدة
للولايات المتحدة والنرويج علاقات تجارية طويلة. يقيم ملايين النرويجيين في الولايات المتحدة ويوجد حوالي 10.000 أمريكي في النرويج.

## المشاركة في المنظمات الدولية
- مصرف التنمية الآسيوي، (عضو غير إقليمي).[24]
- مصرف التنمية الإفريقي، (عضو غير إقليمي).
- مجلس أنتاركتيكا.
- مجموعة أستراليا.
- بنك التسويات الدولية.
- مجلس دول بحر البلطيق.
- مجلس أوروبا.
- المنظمة الأوروبية للبحث النووي.
- مجلس الشراكة الأوروبي ـ الأطلسي.
- البنك الأوروبي للإنشاء والتنمية.
- الجمعية الأوروبية للتجارة الحرة.
- وكالة الفضاء الأوروبية.
- منظمة الأغذية والزراعة.
- مصرف التنمية للدول الأمريكية.
- الوكالة الدولية للطاقة الذرية.
- البنك الدولي للإنشاء والتنمية.
- منظمة الطيران المدني الدولي.
- غرفة التجارة الدولية.
- المحكمة الجنائية الدولية.
- المؤتمر الدولي للصليب الأحمر والهلال الأحمر.
- المؤسسة الإنمائية الدولية.
- الوكالة الدولية للطاقة.
- الصندوق الدولي للتنمية الزراعية.
- المؤسسة المالية الدولية.
- الاتحاد الدولي لجمعيات الصليب الأحمر والهلال الأحمر.
- المنظمة الهيدروجرافيّة الدوليّة.
- منظمة العمل الدولية.
- صندوق النقد الدولي.
- المنظمة البحرية الدولية.
- المنظمة الدولية للأقمار الصناعية المتنقلة.
- المنظمة الدولية للشرطة الجنائية.
- اللجنة الأولمبية الدولية.
- المنظمة الدولية للهجرة.
- الاتحاد البرلماني الدولي.
- المنظمة الدولية لتوحيد المقاييس.
- المنظمة الدولية للاتصالات.
- الاتحاد الدولي للاتصالات.
- الاتحاد الدولي لنقابات العمال.
- وكالة ضمان الاستثمارات المتعددة الأطراف.
- حركة عدم الانحياز، (ضيف).
- منظمة حلف شمال الأطلسي.
- المجلس الشمالي.
- وكالة الطاقة النووية.
- بنك شمال أوروبا للاستثمار.
- مجموعة الموردين النوويين.
- منظمة الدول الأمريكية، (مراقب).
- منظمة التعاون الاقتصادي والتنمية.
- منظمة حظر الأسلحة الكيماوية.
- منظمة الأمن والتعاون في أوروبا.
- نادي باريس.
- المحكمة الدائمة للتحكيم.
- معاهدة شينجن.
- منظمة الأمم المتحدة.
- مؤتمر الأمم المتحدة للتجارة والتنمية.
- منظمة الأمم المتحدة للتربية والعلوم والثقافة.
- المفوضية العليا للأمم المتحدة لشؤون اللاجئين.
- منظمة الأمم المتحدة للتنمية الصناعية.
- قوات الأمم المتحدة المؤقتة في لبنان.
- معهد الأمم المتحدة للتدريب والبحوث.
- بعثة الأمم المتحدة في السودان.
- وكالة الأمم المتحدة لغوث وتشغيل اللاجئين الفلسطينيين في الشرق الأدنى.
- بعثة منظمة الأمم المتحدة لمراقبة الهدنة.
- منظمة السياحة العالمية.
- الاتحاد البريدي العالمي.
- منظمة الجمارك العالمية
- اتحاد أوروبا الغربية، (مشترك).
- الاتحاد العالمي لنقابات العمال.
- منظمة الصحة العالمية.
- المنظمة العالميّة للمِلكيّة الفكريّة.
- المنظمة العالمية للأرصاد الجوية.
- منظمة التجارة العالمية.
- لجنة زانجر.

## وصلات خارجية
- الموقع الرسمي لوزارة الخارجية النرويجية
- تاريخ وزارة الخارجية النرويجية (بالنرويجية)